# Свинарська сільська рада
Свина́рська сільська́ ра́да — адміністративно-територіальна одиниця та орган місцевого самоврядування в Уманському районі Черкаської області. Адміністративний центр — село Свинарка.

## Загальні відомості
- Населення ради: 439 осіб (станом на 2001 рік)

## Населені пункти
Сільській раді підпорядковані населені пункти:
- с. Свинарка

## Склад ради
Рада складається з 12 депутатів та голови.
- Голова ради: Гончарук Микола Васильович
- Секретар ради: Куць Світлана Анатоліївна

### Керівний склад попередніх скликань
| Прізвище, ім'я, по батькові | Основні відомості                                                                       | Дата обрання | Дата звільнення |
| --------------------------- | --------------------------------------------------------------------------------------- | ------------ | --------------- |
| Гончарук Микола Васильович  | Сільський голова, 1954 року народження, освіта середня спеціальна, безпартійний         | 26.03.2006   | 31.10.2010      |
| Гончарук Микола Васильович  | Сільський голова, 1954 року народження, освіта середня спеціальна, член Партії регіонів | 31.10.2010   |                 |

Примітка: таблиця складена за даними сайту Верховної Ради України

### Депутати
За результатами місцевих виборів 2010 року депутатами ради стали:

#### За суб'єктами висування
| Суб'єкт висування | Кількість обраних депутатів | %    |
| ----------------- | --------------------------- | ---- |
| Партія регіонів   | 11                          | 91,7 |
| Самовисування     | 1                           | 8,3  |

#### За округами
| № округу        | Прізвище, ім'я, по батькові        | Дата визнання обраним | Освіта             | Партійна приналежність | Відомості про обраного депутата                                                   |
| --------------- | ---------------------------------- | --------------------- | ------------------ | ---------------------- | --------------------------------------------------------------------------------- |
| Партія регіонів |                                    |                       |                    |                        |                                                                                   |
| 1               | Слободяник Руслан Васильович       | 31.10.2010            | середня            | позапартійний          | приватний підприємець                                                             |
| 3               | Куць Сергій Дмитрович              | 31.10.2010            | середня            | позапартійний          | ТОВ’’Байс-Агро’’, водій                                                           |
| 4               | Тарнаурський Валерій Володимирович | 31.10.2010            | середня            | позапартійний          | ТОВ’’Агровіт’’, водій                                                             |
| 5               | Куць Світлана Анатоліївна          | 31.10.2010            | середня спеціальна | член Партії регіонів   | Сільська рада, секретар                                                           |
| 6               | Скус Лариса Сергіївна              | 31.10.2010            | середня спеціальна | позапартійна           | тимчасово не працює                                                               |
| 7               | Волосянко Сергій Григорович        | 31.10.2010            | середня            | позапартійний          | ТОВ’’Згода’ё, механізатор                                                         |
| 8               | Комізерко Оксана Олексіївна        | 31.10.2010            | середня            | позапартійна           | Сільський магазин, продавець                                                      |
| 9               | Бакай Ольга Вікторівна             | 31.10.2010            | середня спеціальна | позапартійна           | тимчасово не працює                                                               |
| 10              | Прищепа Іван Іванович              | 31.10.2010            | середня            | позапартійний          | ТОВ’’Агровіт’’, водій                                                             |
| 11              | Бинюк Микола Олександрович         | 31.10.2010            | середня спеціальна | позапартійний          | тимчасово не працює                                                               |
| 12              | Усатий Анатолій Олексійович        | 31.10.2010            | середня            | позапартійний          | тимчасово не працює                                                               |
| Самовисування   |                                    |                       |                    |                        |                                                                                   |
| 2               | Петренко Володимир Миколайович     | 04.05.2014            | вища               | позапартійний          | с. Свинарка, Уманського р-ну, Черкаської області, вул. Крупської, 16, одноосібник |